# ウァレフォル

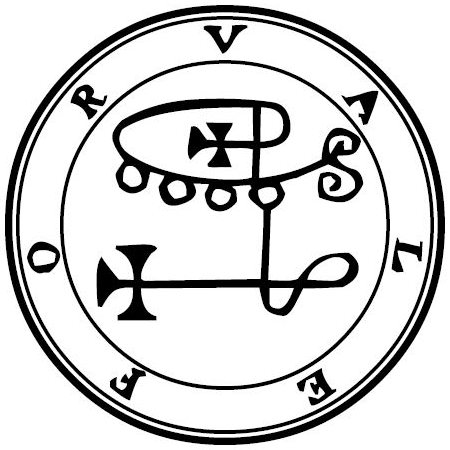
ウァレフォル(Valefor)のシジル

ウァレフォル（Valefor）は、悪魔学における悪魔の一人。

## 概要
またはヴァラファール （Valafar）、ヴァレファール （Valefar）、マラファル （Malaphar）、マレファル（Malephar ）とも呼ばれる。
召喚者の前に、人間またはロバの頭を持ったライオンの姿で現れるという。コラン・ド・プランシーの『地獄の辞典』では、天使の姿もしくはライオンの頭、ガチョウの脚、ウサギの尻尾をもった姿で現れるとされる。盗賊と関連の深い悪魔とされており、人々を盗みに働くように誘惑したり、泥棒と和解させることができるという。
『ゴエティア』によると、10の軍団を率いる序列6番の地獄の公爵。
『大奥義書』によると、サルガタナスの支配下にあるという。